# Alofi

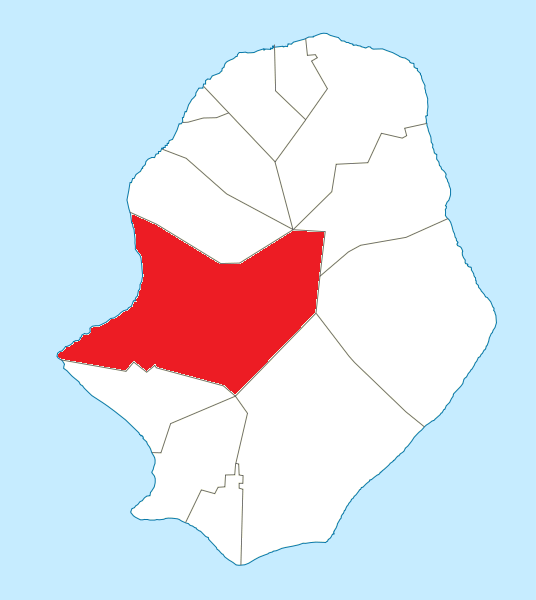
Alofi fekvése a szigeten

Alofi a Csendes-óceánon fekvő aprócska sziget, Niue fővárosa. Nem keverendő össze az Alofi-szigettel.

## Fekvése
Alofi Niue nyugati részén fekszik. Partja körülbelül 7 km széles.

## Történelem
2004 januárjában egy ciklon letarolta a déli részét, és megölt két embert.

## Megközelíthetősége
A sziget egyetlen repülőtere 2 km-re van a várostól. 
A városban lehetőség van kerékpárt bérelni.

## Lakossága
|             | Lélekszám |
| ----------- | --------- |
| Dél-Alofi   | 256 fő    |
| Észak-Alofi | 358 fő    |
| Összesen    | 614 fő    |

Alofi népsűrűsége 12.5/km2.